# Terre du Lac, Missouri
Terre du Lac, Missouri (енгл. Terre du Lac) насељено је место без административног статуса у америчкој савезној држави Мисури.

## Демографија
По попису из 2010. године број становника је 2.320.
| Група             | 2000.    | 2010.         |
| Белци             | 0 (0,0%) | 2.249 (96,9%) |
| Афроамериканци    | 0 (0,0%) | 2 (0,1%)      |
| Азијати           | 0 (0,0%) | 7 (0,3%)      |
| Хиспаноамериканци | 0 (0,0%) | 38 (1,6%)     |
| Укупно            | 0        | 2.320         |